# Santiago Rivera
Santiago Rivera Molina (6 de febrero de 1992. Guaymas, Sonora) es un futbolista mexicano. Actualmente está sin equipo.

## Trayectoria

### CF Monterrey
Tras formar parte del equipo sub-20 de la escuadra regiomontana, debuta el 2 de marzo de 2013 en partido válido por el Torneo Apertura de la Liga MX. Anota su primer gol con el equipo en un partido de Copa MX contra los Correcaminos de la UAT.
Anotó tres goles en un partido amistoso vs Dorados en el Barrial.  
En el partido de inauguración del Estadio BBVA Bancomer anota el tercer gol del encuentro.
Para el Clausura 2017, llega con los Cafetaleros de Tapachula en la Liga de Ascenso de México para sumar más minutos en cancha y en el Apertura 2017 juega con los Alacranes de Durango en la Segunda División de México.

## Clubes
| Club                     | País   | Año         |
| ------------------------ | ------ | ----------- |
| CF Monterrey             | México | 2013 - 2016 |
| Cafetaleros de Tapachula | México | 2017        |
| Alacranes de Durango     | México | 2017        |

## Palmarés
- Copa Eusébio: 2015